# İskenderun
İskenderun (griechisch Αλεξανδρέττα; historisch Alexandrette oder Alexandretta; arabisch إسكندرون, DMG Iskandarūn; nach Alexander dem Großen) ist eine Stadtgemeinde (Belediye) im gleichnamigen İlçe (Landkreis) der Provinz Hatay in der türkischen Mittelmeerregion und gleichzeitig ein Stadtbezirk der 2012 gebildeten Büyükşehir Belediyesi Hatay (Großstadtgemeinde/Metropolprovinz). İskenderun ist seit der Gebietsreform ab 2013 flächen- und einwohnermäßig identisch mit dem Landkreis.
Früher war diese Stadt ein Hafen für Aleppo in Nordsyrien. Heute ist sie das Handelszentrum einer Region, in der Getreide, Tabak und Zitrusfrüchte angepflanzt werden. Sie ist aber auch ein wichtiges Industriezentrum und der Endpunkt einer langen Ölpipeline aus dem Nordirak. Außerdem ist İskenderun einer der wichtigsten Mittelmeerhäfen der Türkei.

## Geografie
Der Kreis/Stadtbezirk wird im Norden von Payas, im Osten von Kırıkhan und im Süden von Belen und Arsuz begrenzt. In der Rangliste nach Fläche belegt İskenderun Platz 11 (von 15) und bevölkerungsmäßig ist es nach der Provinzhauptstadt Antakya der zweitgrößte Kreis/Stadtbezirk. Die Bevölkerungsdichte ist über dreimal höher als der Provinzdurchschnitt, aber nicht die höchste innerhalb der Provinz.

## Verwaltung
(Bis) Ende 2012 bestand der Landkreis neben der Kreisstadt aus den 13 Stadtgemeinden (Belediye: Akçalı, Arsuz, Azganlık, Bekbele, Denizciler, Gökmeydan, Gözcüler, Karaağaç, Karayılan, Madenli, Nardüzü, Sarıseki und Üçgüllük) sowie 37 Dörfern (Köy) in zwei Bucaks, die während der Verwaltungsreform 2014 in Mahalle (Stadtviertel/Ortsteile) überführt wurden. Die 28 bestehenden Mahalle der Kreisstadt blieben erhalten, während die 39 Mahalle der o. g. 13 Belediye vereint und zu jeweils einem Mahalle zusammengefasst wurden. Die Zahl der Mahalle sank hierdurch auf 45. Ihnen steht ein Muhtar als oberster Beamter vor.
Ende 2020 lebten durchschnittlich 5.577 Menschen in jedem Mahalle. Denizciler (24.617), Mustafa Kemal (20.434), İsmet İnönü (17.545), Sakarya (16.619), Modernevler (12.198), Yunus Emre (12.051), Numune (10.476) waren die bevölkerungsstärksten.

## Bevölkerung
Die linke Tabelle zeigt die Ergebnisse der Volkszählungen, die E-Books der Originaldokumente entnommen wurden. Diese können nach Suchdateneingabe von der Bibliotheksseite des TÜIK heruntergeladen werden.
Die rechte Tabelle zeigt die Bevölkerungsfortschreibung des Kreises/Stadtbezirks İskenderun und den ländlichen Bevölkerungsanteil (in Prozent). Die Daten wurden durch Abfrage über das MEDAS-System des Türkischen Statistikinstituts TÜIK nach Auswahl des Jahres und der Region ermittelt.

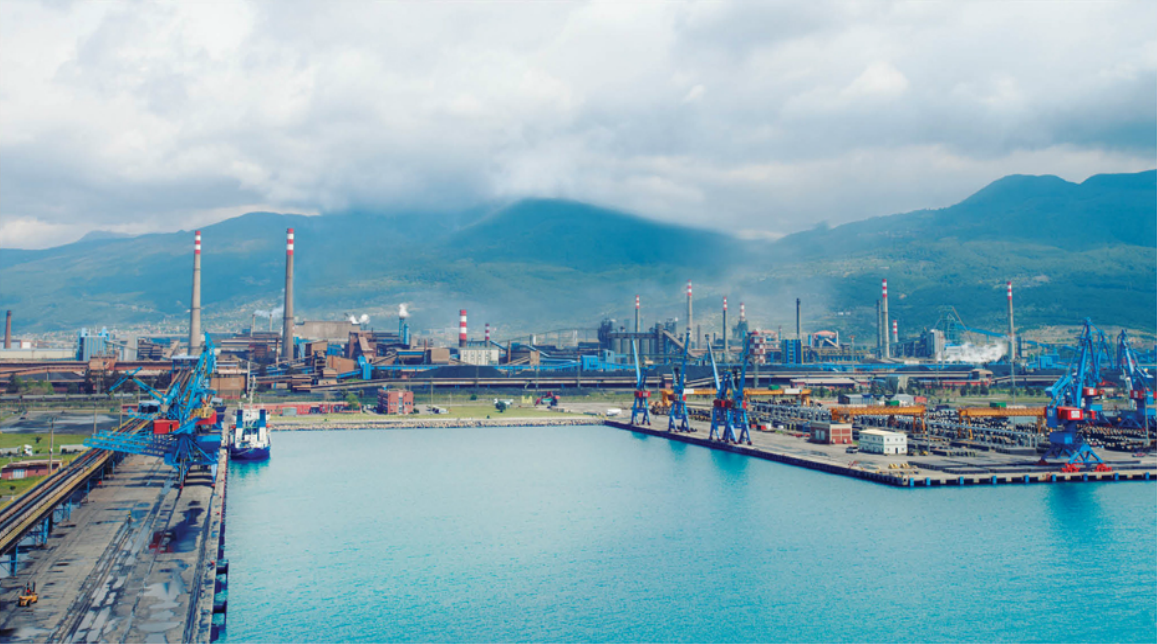
Hafen von İsdemir, einem der größten Metallproduzenten in der Türkei mit Sitz in İskenderun

| Volkszählung | Volkszählung      | Volkszählung       | Volkszählung         |
| Jahr         | Kreis bevölkerung | städt. Bevölkerung | ländl. Anteil (in %) |
| ------------ | ----------------- | ------------------ | -------------------- |
| 1940         | 37.575            | 11.859             | 68,44                |
| 1945         | 46.280            | 18.612             | 58,49                |
| 1950         | 56.044            | 22.872             | 59,19                |
| 1955         | 83.801            | 46.580             | 44,42                |
| 1960         | 105.342           | 62.061             | 41,09                |
| 1965         | 118.793           | 69.382             | 41,59                |
| 1970         | 134.705           | 79.297             | 41,13                |
| 1975         | 173.816           | 107.437            | 38,19                |
| 1980         | 209.815           | 124.824            | 40,51                |
| 1985         | 261.644           | 152.096            | 41,87                |
| 1990         | 259.475           | 154.807            | 40,34                |
| 2000         | 287.384           | 159.149            | 44,62                |

| Bevölkerungsfortschreibung | Bevölkerungsfortschreibung | Bevölkerungsfortschreibung | Bevölkerungsfortschreibung |
| Jahr                       | Kreis bevölkerung          | Kreisstadt                 | ländlicher Anteil (in %)   |
| -------------------------- | -------------------------- | -------------------------- | -------------------------- |
| 2007                       | 306.594                    | 177.294                    | 42,17                      |
| 2008                       | 304.891                    | 176.374                    | 42,15                      |
| 2009                       | 318.540                    | 190.279                    | 40,27                      |
| 2010                       | 331.697                    | 201.183                    | 39,35                      |
| 2011                       | 317.751                    | 184.593                    | 41,91                      |
| 2012                       | 318.780                    | 184.833                    | 42,02                      |
| 2013                       | 245.083                    | 245.083                    | kein ländl. Anteil mehr    |
| 2014                       | 244.970                    | 244.970                    | kein ländl. Anteil mehr    |
| 2015                       | 246.207                    | 246.207                    | kein ländl. Anteil mehr    |
| 2016                       | 246.639                    | 246.639                    | kein ländl. Anteil mehr    |
| 2017                       | 247.220                    | 247.220                    | kein ländl. Anteil mehr    |
| 2018                       | 248.335                    | 248.335                    | kein ländl. Anteil mehr    |
| 2019                       | 248.380                    | 248.380                    | kein ländl. Anteil mehr    |
| 2020                       | 250.964                    | 250.964                    | kein ländl. Anteil mehr    |

## Geschichte

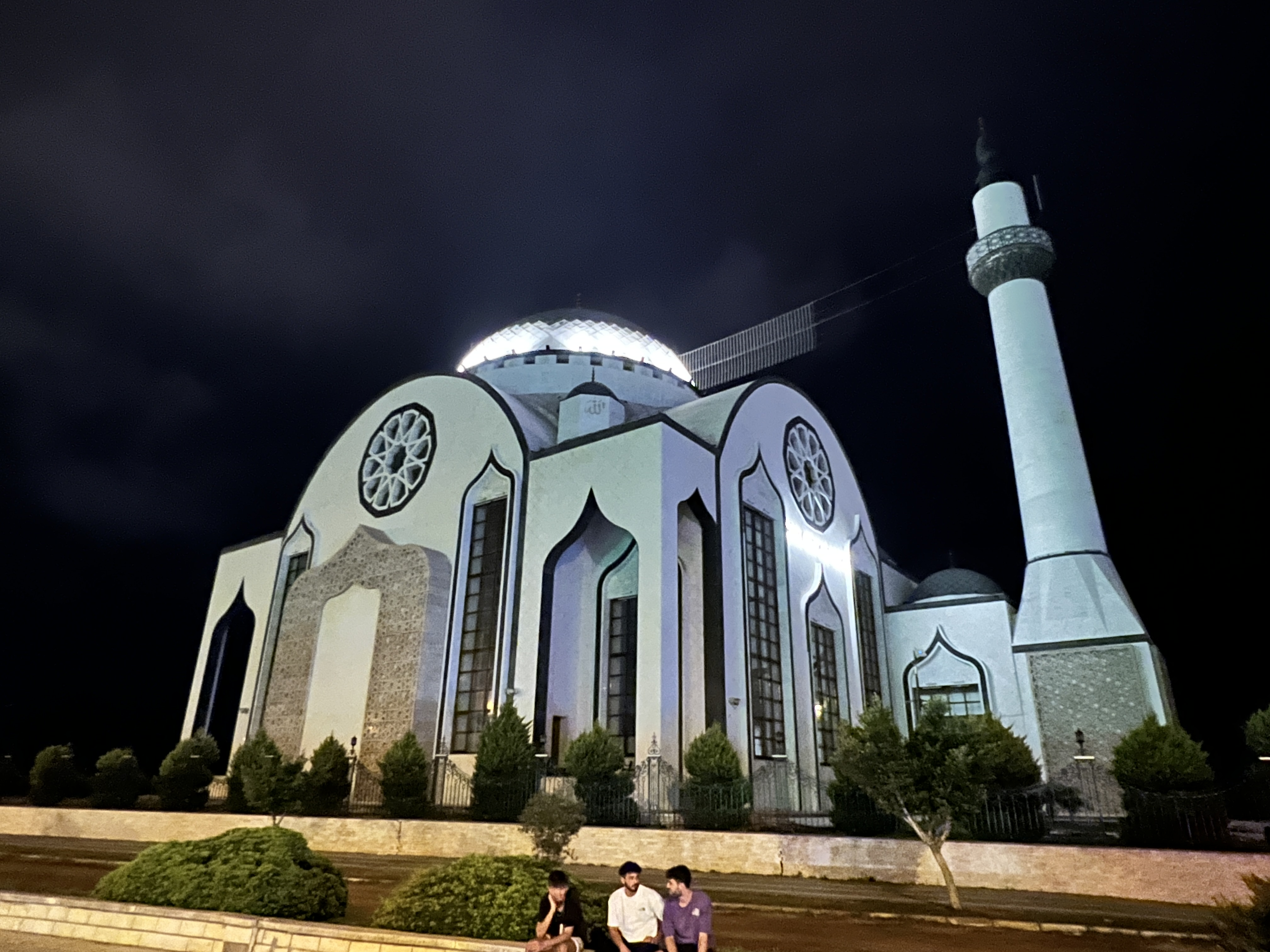
Die Nihal-Atakaş-Moschee in İskenderun

İskenderun wurde von Alexander dem Großen (türkisch Büyük İskender) 333 v. Chr. als Alexandreia kat’Isson gegründet. Nach dem Sieg über Dareios III. und die Perser in der Schlacht bei Issos wollte Alexander damit Myriandros als Schlüssel zur kilikisch-syrischen Pforte ablösen. İskenderun liegt ungefähr 37 Kilometer südlich des damaligen Kampfplatzes.
Während des Ersten Kreuzzugs wurde İskenderun von den Kreuzfahrern erobert und dem Fürstentum Antiochia eingegliedert.
Um 1160 wurde die Stadt von den Armeniern eingenommen, Rainald von Chatillon, als zweiter Gatte der Konstanze von Antiochia Fürst von Antiochia, eroberte die Stadt im Auftrag Kaiser Manuels I. (1143–1180) zurück und übergab sie den Templern, welche die Burg Baghras erbauten, die die Kilikische Pforte bewachte. Nachdem Manuel Rainald das versprochene Geld verweigerte, schloss er mit Billigung der Templer ein Bündnis mit Thoros von Armenien.
Ab dem 16. Jahrhundert war İskenderun Teil des Osmanischen Reiches.
Von 1920 bis 1938 gehörte der Sandschak Alexandrette, die spätere türkische Provinz Hatay, einschließlich İskenderun zu Syrien, das französisches Mandatsgebiet war. Vom 2. September 1938 bis 23. August 1939 war İskenderun Hauptstadt des kurzlebigen Staates Hatay, der seither einen Bestandteil der Türkei bildet. Es wohnen ca. eine Viertelmillion Menschen in der Stadt. In der Stadt leben verschiedene Ethnien, darunter Türken, Araber, Kurden und Armenier.
Durch das schwere Erdbeben vom 6. Februar 2023 wurde İskenderun großflächig zerstört.

## Persönlichkeiten

### Söhne und Töchter der Stadt
- Zaki al-Arsuzi (1899–1968), syrischer Baathist
- Athanasios Toutoungi (1899–1981), Erzbischof von Aleppo in Syrien
- Sarkis Soghanalian (1929–2011), syrischer Waffenhändler
- Sawen Ter-Martirosjan (1936–2023), sowjetisch-russischer Geotechniker und Hochschullehrer
- Fevzi Zemzem (1941–2022), ehemaliger Fußballspieler und Trainer
- Halil Gülbeyaz (* 1962), Schriftsteller
- Uğur Şahin (* 1965), deutscher Immunologe, Onkologe und CEO von Biontech
- Levent Devrim (* 1969), Fußballspieler und Trainer
- Ali Özgür Özdil (* 1969), Islamwissenschaftler und Religionspädagoge
- Özgür Özata (* 1977), Schauspieler
- Selçuk İnan (* 1985), Fußballspieler bei Galatasaray Istanbul und in der Nationalmannschaft
- Kalben (* 1986), Musikerin
- İsmail Köybaşı (* 1989), Fußballspieler bei Beşiktaş Istanbul und in der Nationalmannschaft
- Yusuf Karagöz (* 1999), Fußballtorhüter

### Mit der Stadt verbunden
- Luigi Padovese (1947–2010), römisch-katholischer Bischof, in İskenderun ermordet